# Ronald Tomsic
Ronald Paul "Ron" Tomsic (Oakland, 3 april 1933) is een voormalig Amerikaans basketballer. Hij won met het Amerikaans basketbalteam de gouden medaille op de Olympische Zomerspelen 1956 .
Tomsic speelde voor het team van de Stanford-universiteit en de San Francisco Olympic Club. Tijdens de Olympische Spelen speelde hij 8 wedstrijden, inclusief de finale tegen de Sovjet-Unie. Gedurende deze wedstrijden scoorde hij 89 punten.